# Carl Gustaf Ohlsson

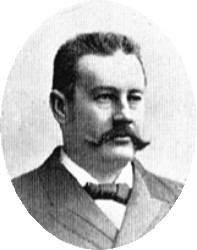
Carl Gustaf Ohlsson.

Carl Gustaf Ohlsson, född 1 januari 1861 i Åseda socken, Småland, död 10 maj 1912 i Jakobs församling, Stockholm, var en svensk byggmästare huvudsakligen verksam i Stockholm.

## Biografi
Ohlsson studerade vid Slöjdskolan i Stockholm 1876–1882. Han biträdde byggmästaren Lars Petter Törnvall vid uppförandet av fastigheten Minan 5 och 6 (Karlaplan 3) 1892 och godkändes som byggmästare av byggnadsnämnden i mars 1893. 
Ohlsson uppträdde även som byggherre, vilket innebar att han förvärvade tomten, bebyggde den och sedan sålde fastigheten. Han bodde själv i den  av honom uppförda fastigheten Vildmannen 7 i hörnet Biblioteksgatan 9 / Jakobsbergsgatan  6. Där flyttade han in 1897 i en av husets paradvåningar som hade nio rum och kök på en yta av 800 m². Byggnaden brandskadades svårt i en uppmärksammad storbrand den 7 november 2017.
Han deltog 1893–1895 i tillbyggnaden för Karolinska institutet vid Hantverkargatan 3, och uppförde Andelsmejeriet i Knivsta 1893. Ett av hans sista uppförda hus var Italien större 12 (Birger Jarlsgatan 37), som stod färdigt 1912, samma år som han avled.

## Uppförda byggnader (urval)
I kronologisk ordning. Kvartersbeteckningar och husnummer kan ha ändrad sig fram till idag.

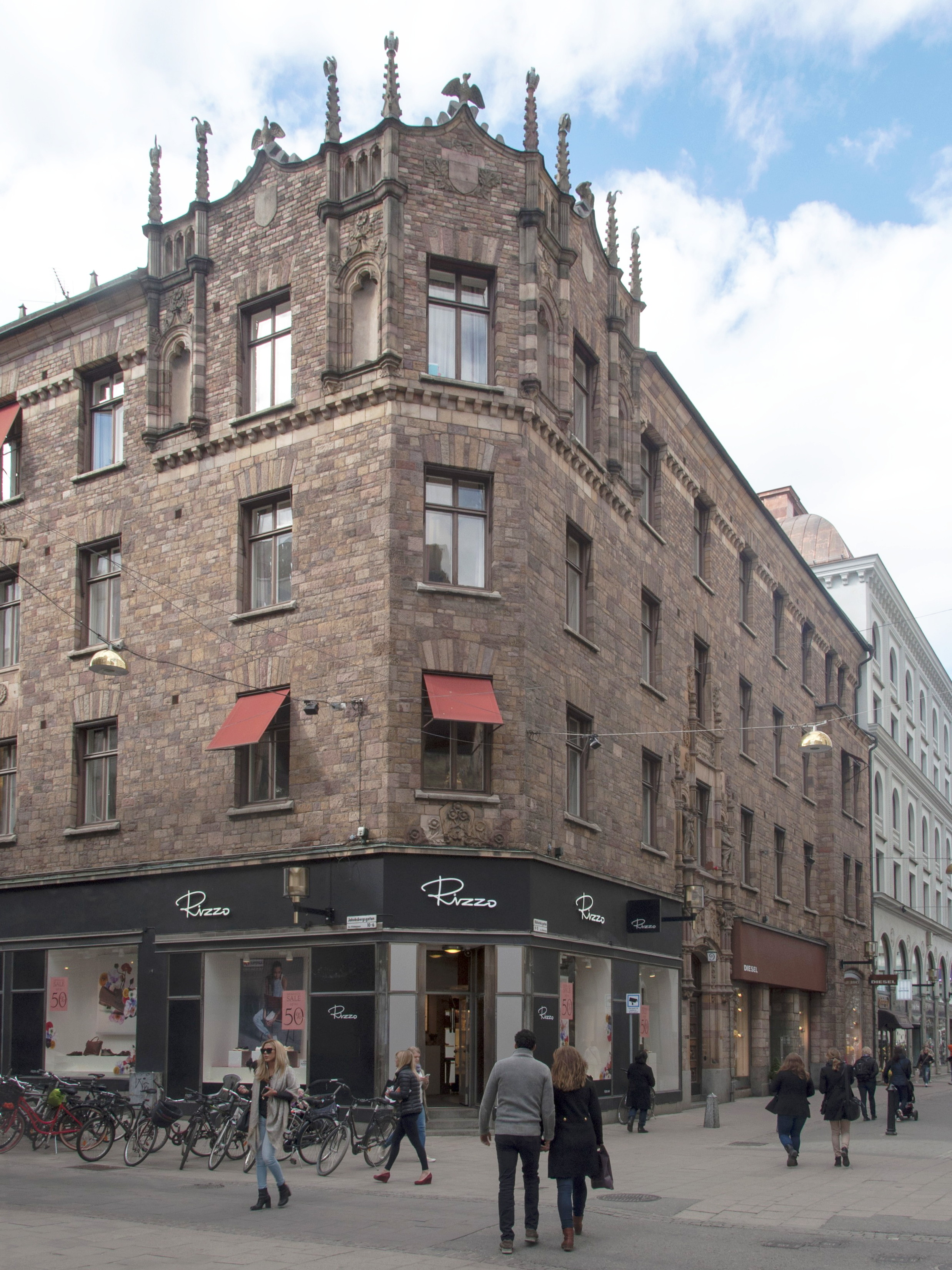
Vildmannen 7.

- Bergslagen 26 (Tegnérgatan 49), 1885.
- Tuben 4 (Rådmansgatan 22), 1886–1887.
- Berget 4 (Kammakargatan 70), 1886–1888.
- Kikaren 6 (Rådmansgatan 88), 1887–1889.
- Lindormen 16 (Styrmansgatan 23), 1889.
- Neptunus 11 och 12 (Styrmansgatan 45), 1890–1891.
- Timmermannen 8 och 9 (Bondegatan 13), 1894–1895.
- Vildmannen 7 (Jakobsbergsgatan 6), 1895–1897.
- Stallmästaren 4 (Narvavägen 8), 1903–1906.
- Italien större 12 (Birger Jarlsgatan 37), 1910–1912.